# Yellowstone (série de televisão)
Yellowstone é uma série de televisão dramática norte-americana criada por Taylor Sheridan e John Linson que estreou em 20 de junho de 2018 na Paramount Network. A série é estrelada por Kevin Costner, Wes Bentley, Kelly Reilly, Luke Grimes, Cole Hauser e Gil Birmingham. A série segue os conflitos ao longo das fronteiras compartilhadas de uma grande fazenda de gado, uma reserva indígena e a especulação imobiliária.
A quarta temporada estreou em 7 de novembro de 2021. Em fevereiro de 2022, a série foi renovada para uma quinta temporada, que será dividida em duas partes de sete episódios cada.
O Paramount+ anunciou que, no Brasil, a quinta temporada será lançada em 11 de dezembro de 2022, quase um mês de atraso em comparação com os Estados Unidos. 
Em Portugal a série é exibida através do TVCine Emotion. No entanto, com a chegada da 5ª temporada, a série começa a estrear primeiro no SkyShowtime, o dia a seguir à estreia nos Estados Unidos, antes de estrear no TVCine Emotion.

## Premissa
Yellowstone segue "a família Dutton, liderada por John Dutton, que controla o maior rancho contíguo dos Estados Unidos. O rancho está sob constante ataque daqueles dos quais que faz fronteira — desenvolvedores de terras, uma reserva indígena e o primeiro Parque Nacional dos Estados Unidos da América. É um estudo intenso de um mundo violento longe do escrutínio da mídia, onde as aquisições de terras ganham bilhões de desenvolvedores, e os políticos são comprados e vendidos pelas maiores empresas de petróleo e madeira do mundo. Quando assassinatos não resolvidos não são novidade, são uma conseqüência de viver em  nova fronteira. É o melhor e o pior dos Estados Unidos, visto através dos olhos de uma família que representa ambos."